# بن عتو زيان
بن عتو زيان سياسي جزائري عين عضوا في حكومة بن عبد الرحمان بمنصب وزير الانتقال الطاقوي والطاقات المتجددة بتاريخ 7 جويلية 2021.